# シュワルツバルト裁判

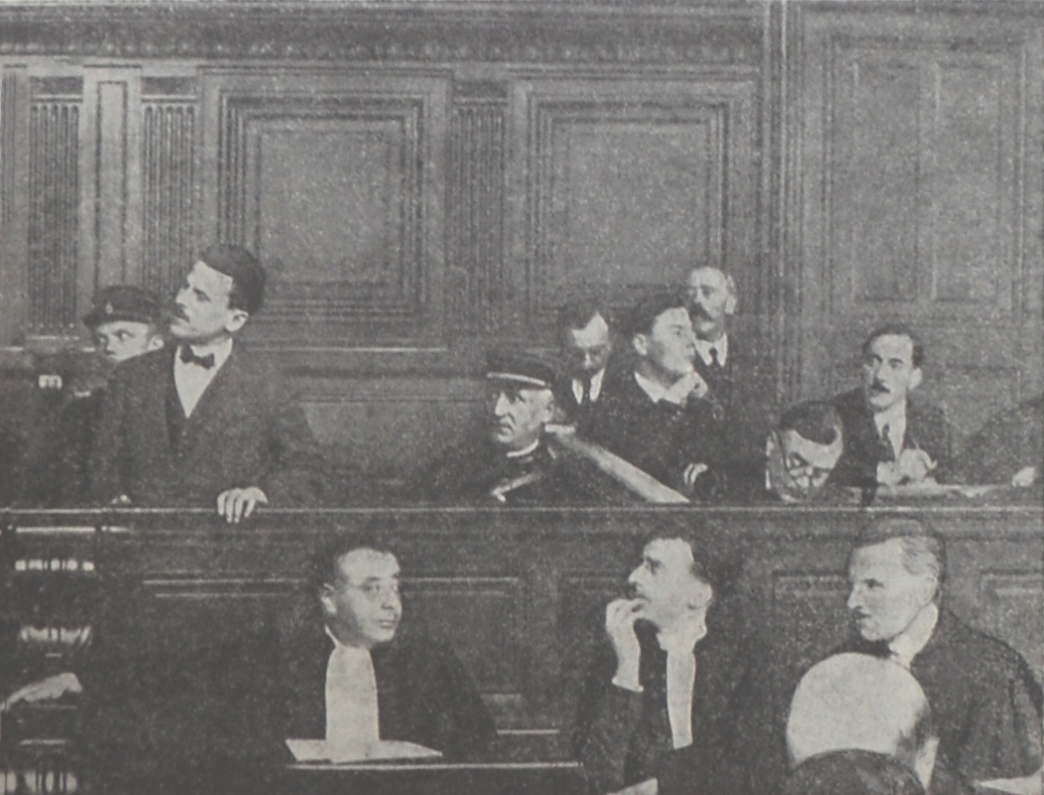
ショロム・シュワルツバルトの法廷での演説。その下にいるのは弁護士のアンリ・トーレス（1927年10月）

シュワルツバルト裁判（シュワルツバルトさいばん、ウクライナ語: Процес Шварцбарда）は、1927年にフランスで行われた殺人事件の裁判で、ショロム・シュワルツバルトは、ウクライナ人移民でウクライナ亡命政府のトップであったシモン・ペトリューラを殺害した罪に問われた。被告はペトリューラ殺害を全面的に認めたが、結局裁判は、シュワルツバルトが一家15人全員を失った、1919年から1920年にかけてのウクライナでの大規模なポグロムに対するペトリューラの責任についての非難に転じた。シュワルツバルトは無罪となった。裁判中、検察側は、シュワルツバルトはソ連の工作員であり、ソ連の命令でペトリューラを暗殺したと主張した。この見解は、特にウクライナでは今でも広く信じられているが、普遍的なものとは言い難い。

## 暗殺事件
1919年、グリゴリー・コトフスキー率いるウクライナ革命反乱軍の一員としてウクライナ南部で戦っていたショロム・シュワルツバルトは、その年にウクライナのオデッサで起こったポグロムで家族15人を失ったと聞かされた。彼は、ウクライナ人民共和国大統領であったシモン・ペトリューラにその責任があると考えた。
自伝によると、1924年にペトリューラがパリに移ったという知らせを聞いたシュワルツバルトは取り乱し、ペトリューラの暗殺を企て始めた。ユゼフ・ピウスツキと一緒に写ったペトリューラの写真が百科事典『ラルース』に掲載され、シュワルツバルトはペトリューラを認識することができるようになった。
1926年5月25日14時12分、ジルベール書店のそばで、シュワルツバルトはパリのカルチエ・ラタンのサン＝ミシェル大通りに近いラシーヌ通りを歩いていたペトリューラに近づき、ウクライナ語で 「ペトリューラさんですか？」と尋ねた。ペトリューラは答えず、杖を振り上げた。シュワルツバルトは銃を取り出し、彼を5発撃ち、ペトリューラが歩道に倒れた後、さらに2発撃った。警察が来て、彼がその行為をしたかどうか尋ねると、彼は「私は偉大な暗殺者を殺した。」と言ったと伝えられている。
シュワルツバルトはペトリューラの誕生日を祝うウクライナ人移民の集まりでペトリューラの暗殺を企てたが、その場に居合わせた無政府主義者のネストル・マフノによって未遂に終わったと伝えられている。シュワルツバルトはマフノに、自分は末期的な病気で、もうすぐ死ぬ、ペトリューラも一緒に連れて行くと告げていた。
フランスの諜報機関は、シュワルツバルトがフランスの首都に姿を現して以来、目を光らせており、既知のボリシェヴィキとの会合に注目していた。裁判の間、ドイツ特務機関はフランス側にも、シュワルツバルトがウクライナ市民連合の使者ガリップの命令でペトリューラを暗殺したと主張した。ガリップは、ブルガリア人で駐仏ソ連大使（1925年  - 1927年）、ルーマニアの元革命指導者、元ウクライナ・ソビエト社会主義共和国首相であったフリスチアン・ラコフスキーから命令を受けていた。この行為は、1925年8月8日にフランスに到着し、シュワルツバルトと緊密に連絡を取り合っていたミハイル・ヴォロディンによって検察によって統合された。

## 裁判
シュワルツバルトは近くの憲兵隊に出頭し、暗殺現場で逮捕された。セザール・カンピンキ弁護士とアンリ・トーレス弁護士がそれぞれ検察側と弁護側を担当した。わずか35分の審議の後、陪審員はシュワルツバルトに無罪を言い渡した。

### 弁護士
弁護士はドレフュス事件の際に「人権擁護連盟」を設立したイザヤ・ルヴァイヤンの孫であるアンリ・トーレス。トーレスはフランスの有名な左翼法学者で、以前はブエナヴェントゥラ・ドゥルティやエルネスト・ボノミニといった無政府主義者を弁護し、在仏ソ連領事館の代表も務めていた。
検察側には、請求を準備していた公判委員会があった。この委員会は、オレクサンデル・シュルヒン（元外務大臣、当時ウクライナ自由大学教授）、M.シュルヒナ、ヴャチェスラフ・プロコポヴィッチ、М.シュミツキー、І.トカルジェフスキー、L.チカレンコといったウクライナの政治家数名で構成されていた。委員会は、L.マルティニウク、ブタコフ中佐、M.シャドリン、デフティアロフ大佐、ゾレンコ大佐、その他多くの人々を含む約70名の目撃証言を集めた。ミハイロ・オメリアノビッチ・パブレンコ将軍、ヴセヴォロド・ペトリフ将軍、A.チェルニアフスキー将軍から釈明書が送られた。
フランス人の代理人はレイノー検事であった。民事訴訟では、オルガ・ペトリューラ（旧姓ビルスカ）夫人とその義兄オスカルは、アルベルト・ウィルムとチェーザレ・カンピンキ（検察側主任弁護士）が弁護した。彼らを補佐したのはポーランドの弁護士チェスワフ・ポズナンスキーであった。

### シュワルツバルト
シュワルツバルト被告はフランス刑法295条、296条、297条、298条、302条（いずれも計画殺人に関するもので、死刑が規定されている）違反で起訴された。被告は無罪を主張した。
検察官から質問を受けたシュワルツバルトは、証言の出だしがまずかった。彼は嘘をつき、ロシア（1906年）、ウィーン（1908年）、ブダペスト（1909年）で投獄された理由について混乱した答えをした。彼は自分の年齢、出生地、オーストリアで2度強盗で起訴された事実について嘘をついた。また、赤軍での従軍についても嘘をつき、コトフスキーの下で大隊を率いたのではなく、アレクサンドル・ケレンスキーの側で戦ったと述べた。

### 検察側証人
パブロ・シャンドルク、ミコラ・シャポヴァル将軍、オレクサンドル・シュルヒンなど、数名の元ウクライナ軍将校が検察側で証言した。ペトリューラと彼の政府が反ユダヤ主義的侵略を阻止しようとしたと主張する200以上の文書が提出された。E.ドブコフスキーによって、ミハイル・ヴォロディンがGPUの諜報員で、大金を手にすることができ、ドブコフスキーに近づき、暗殺に手を貸したと話した、という20ページの証言が読み上げられた。

### 弁護側証人
弁護側の著名な証人は、デンマーク赤十字社の看護婦として働き、フメリニツキーのポグロムを生き延びたハイア・グリーンバーグ（29歳）であった。グリーンバーグは、ペトリューラが直接参加したとは言わなかったが、ペトリューラに指示されたという他の兵士の名前をあげた。しかし、トーレスはシュワルツバルトの弁護のために用意した他の80人の証人のほとんどを呼ばないことにした。その代わりに、彼は賭けに出て、短いスピーチだけを行った。

## 判決
無罪判決により、シュワルツバルトは釈放されたが、殺されたペトリューラの未亡人ペトリューラ夫人と弟のペトリューラにそれぞれ1フランの損害賠償が認められた。
タイム誌によれば、この裁判の結果は全ヨーロッパを震撼させ、ユダヤ人たちは、シモン・ペトリューラの独裁政権下のウクライナで、自分たちの同胞に対して行われた惨劇の証拠を固めたとみなした。急進派は喜んだが、保守派は、正義が踏みにじられ、フランスの法廷の礼儀作法が計り知れないほど損なわれたと考えた。

## マスコミの反応
フランスの新聞は、裁判に関する詳細な記述やコメントを掲載した。シュワルツバルトによる暗殺に対する評価は、特定の新聞社の政治的共感や反感と一致し、3つのグループに分かれた
1. シュワルツバルトを支持する新聞は、ユダヤ人に対するポグロムを強調し、最初から暗殺の犠牲者として被告を扱ったもの（最も顕著な例は共産主義新聞『L'Humanité』）。
2. 裁判の正確な傍聴にとどめ、論評は掲載しないか、あるいは極めて慎重に掲載したもの（『Le Temps 』、『L'Ere Nouvelle』、『Le Petit Parisien』紙）
3. シュワルツバルトの犯罪を明確に否定的に描き、暗殺者を主にボリシェヴィキの工作員として扱ったもの（中道派の出版物もあったが、特に右派の『L'Intransigeant』、『L'Écho de Paris』、『L'Action Française』）。ケ・ドルセーを筆頭とするフランス政界は、この事件をこれ以上公にすることは、すでに緊迫していたソ連との関係を悪化させかねず、ソ連はこれを断ち切ると脅した[8]。

## 余波
亡命したKGBの工作員ピーター・デリアビンによれば、ペトリューラ暗殺はGPUによる特殊作戦であり、シュワルツバルトはNKVDの工作員で、元ウクライナ・ソビエト社会主義共和国首相で当時の駐仏ソ連大使フリスチアン・ラコフスキーの命令で行動したという。 ミコラ・リアブチュクは、「実際、裁判は、ウクライナの悪者扱いされた『民族主義と分離主義』に対する報復の仰々しい実演と化した。ルビャンカがこれ以上のことを思いつくはずがない。」と述べた。
シュワルツバルト裁判の後、アンリ・トーレスはフランス有数の裁判弁護士として認められ、政治活動にも積極的に参加し続けた。
1928年の無罪判決後、シュワルツバルトはイギリス委任統治領パレスチナへの移住を決意。しかし、イギリス当局は彼のビザ発給を拒否した。1933年、シュワルツバルトはアメリカを訪れ、殺人事件における自分の役割を映画で再現した。1937年、シュワルツバルトは南アフリカに渡り、1938年3月3日にケープタウンで死去。1967年、遺体はイスラエルに運ばれ、再埋葬された。